# کسالی داودا
کسالی داودا (انگلیسی: Kassaly Daouda؛ زادهٔ ۱۹ اوت ۱۹۸۳) بازیکن فوتبال اهل نیجر است.
از باشگاه‌هایی که در آن بازی کرده‌است می‌توان به باشگاه فوتبال راپید بخارست اشاره کرد.
وی همچنین در تیم‌های ملی فوتبال نیجر، بازی کرده‌است.